# TIGERSONGWRITER
『TIGERSONGWRITER』（タイガーソングライター）は、日本のシンガーソングライター・KANの11枚目のオリジナルアルバム。1998年3月5日にワーナーミュージック・ジャパンより発売された。

## 音楽性
シングルとしてリリースされた「Songwriter」「ドラ・ドラ・ドライブ大作戦」「サンクト・ペテルブルグ -ダジャレ男の悲しきひとり旅-」を含む全9曲を収録。本作について、KANは「1枚のアルバムの中にこれほど多くの違ったキャラクターを持つ楽曲が並んだことには自分でも感心する秀作」「10年後も20年後も歌っていたいと思える楽曲が数多く収録されている、これまた最も納得度の高いアルバムのひとつ」とコメントしている。

## リリース・プロモーション
通常盤のみの1形態で発売。オリジナルアルバムとしては前作『MAN』以来約2年ぶりのリリースとなる。
本作のアートディレクターはK / T (SCUBA-DIVE GRAPHICS) が担当。
本作発売後の1998年4月5日から6月12日まで、10会場13公演に渡るライブツアー『KAN CONCERT TOUR 1998「LIONFLOORLADY」』を開催。
2010年10月27日、アップフロントワークスより本作を含む12枚のオリジナルアルバムがリマスタリングされ再発売された。
2023年11月29日、本作を含む1997年から1999年までの間にワーナーミュージック・ジャパンよりリリースされた作品のサブスクリプション配信が開始された。

## 収録曲
- 全作詞・作曲：KAN / 全編曲：KAN・小林信吾（#5除く）

1. Songwriter [3:49]
22ndシングル。
日本テレビ系紀行番組『ぶらり途中下車の旅』エンディングテーマ（1997年12月 - 1998年7月）。
2. 長ぐつ [2:27]
ベスト・アルバム『IDEAS the very best of KAN』『IDEAS III ～the very best of KAN～』にも収録された。
3. サンクト・ペテルブルグ -ダジャレ男の悲しきひとり旅- [4:43]
24thシングル。
歌詞の随所に駄洒落が挿入されている。
4. SAIGON [7:41]
5. Oxanne -愛しのオクサーヌ- [5:03]
  - 編曲：KAN

Mr.Childrenの桜井和寿がキヌガサマサト名義でコーラスとギターで参加している。
2010年3月13日と4月25日に開催されたKANのライブツアー『芸能生活23周年記念逆特別 BAND LIVE TOUR 2010【ルックスだけでひっぱって】』Zepp Tokyo公演に桜井がシークレットゲストとして出演し、KANとともに本楽曲を披露した[6]。
6. 月海 [5:50]
読みは「つきうみ」。
限定アルバム『何の変哲もないLove Songs』、セルフカバー・アルバム『la RINASCENTE』にも収録された。
7. ドラ・ドラ・ドライブ大作戦 -トラ・トラ・トラどし大先輩-（特製ミックス） [3:41]
23rdシングルのアルバム・バージョン。
テレビ東京系深夜番組『青い体験』内のコーナードラマ『ON THE WAVE ～湘南グラフティ～』主題歌[5]。
8. Song of Love -君こそ我が行くべき人生-（英語版） [7:16]
9. 君を待つ [3:57]
  - 訳詞：KAN

22ndシングル『Songwriter』カップリング曲。

## 参加ミュージシャン
- KAN：Keyboards (#2, #3, #6, #7), Backing Vocal (#1 - #3, #7), Agitation (#5, #7)
- 小林信吾：Keyboards (#1 - #4, #6 - #8), Organ (#5), Agitation (#5, #7), Piano (#9)
- 浦田恵司：Synthesizer Programing (#1, #2, #6 - #8)
- 鈴木直樹：Synthesizer Programing (#3, #4)
- 古田たかし：Drums (#5)
- 本田清巳：Guitar (#2, #3)
- キヌガサマサト：Guitar (#5), Backing Vocal (#5)
- 林部直樹：Guitar (#5), Backing Vocal (#5)
- 西嶋正巳：Bass (#3, #5), Backing Vocal (#5, #7), Tenor Sax (#7), Agitation (#7)
- 友田グループ：Strings (#1)
- 友田クインテット：Strings (#9)
- 伊藤大介 (Something ELse)：Backing Vocal (#1, #2)
- 曳田修：Backing Vocal (#3)
- THE VOICE OF JAPAN：Backing Vocal (#4)
- 野沢トオル：Backing Vocal (#7), Agitation (#7)
- 高橋 "Jackie" 香代子：Backing Vocal (#8)
- 宮下文一：Backing Vocal (#8)
- 西村正人：Backing Vocal (#8)
- マツダタツヒコ：Backing Vocal (#8)
- マツイミキ：Backing Vocal (#8)
- カネマキウララ：Backing Vocal (#8)